# 國立保加利亞美術館

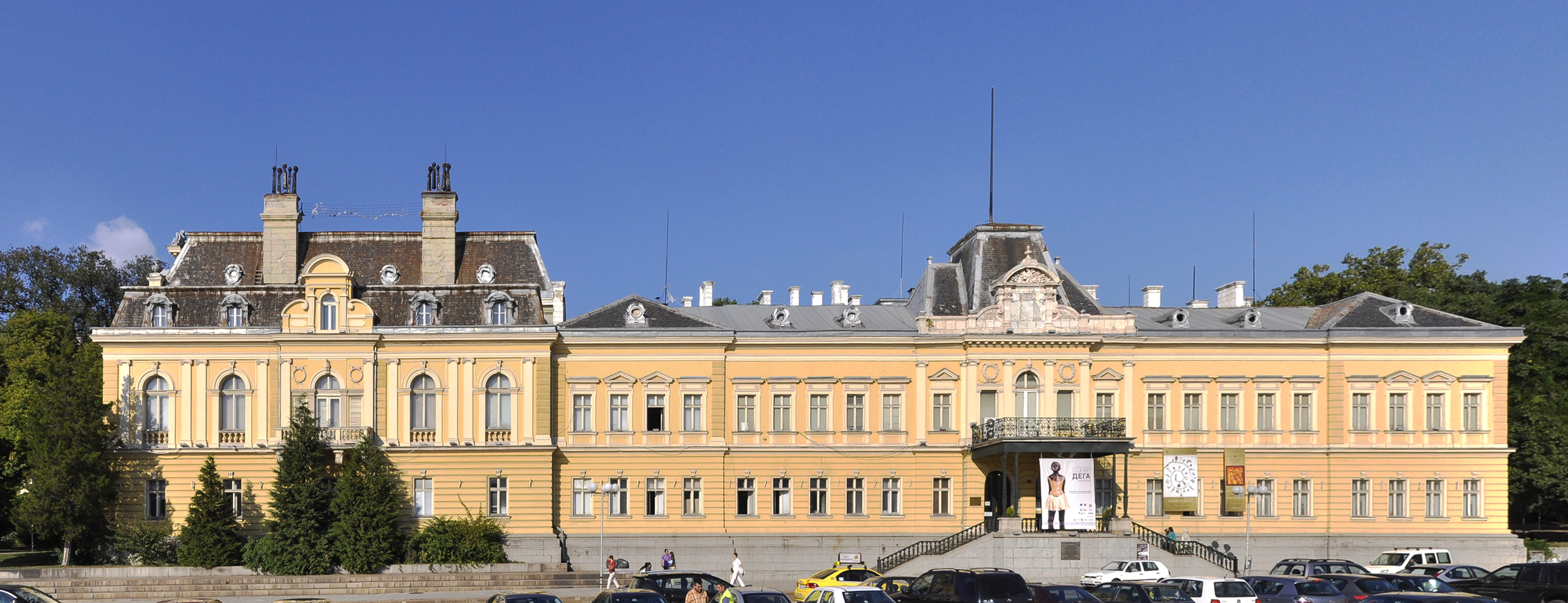
保加利亞國家美術館

42°41′47.33″N 23°19′36.43″E / 42.6964806°N 23.3267861°E
保加利亞國家美術館（Natsionalna hudozhestvena galeriya）是保加利亞的一座美術館，位於保加利亞首都索菲亞巴滕伯格廣場。保加利亞國家美術館成立於1934年。在保加利亞廢除君主制之後，國家美術館於1946年搬至舊王宮內。

## 外部連結
- Photos and 360° views of the National Art Gallery
- Ivan Milev and Bulgarian Art